# ملیندا مک‌گرا
ملیندا مک‌گرا (انگلیسی: Melinda McGraw؛ زادهٔ ۲۵ اکتبر ۱۹۶۳) یک هنرپیشه اهل ایالات متحده آمریکا است.
از فیلم‌ها یا برنامه‌های تلویزیونی که وی در آن نقش داشته است می‌توان به شوالیه تاریکی، به اشتباه متهم شد و بن و کیت اشاره کرد.